# Storești
Storești – wieś w Rumunii, w okręgu Botoszany, w gminie Frumușica. W 2011 roku liczyła 1054 mieszkańców.